# Гоніометрія (медицина)

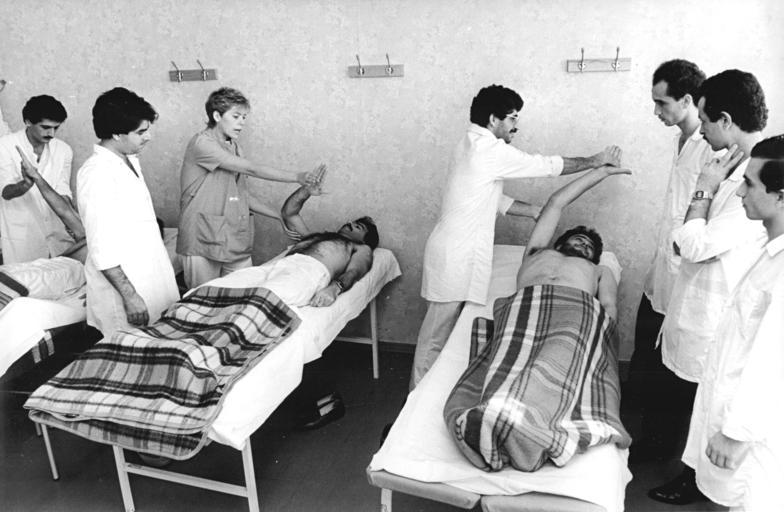
Майбутні фізіотерапевти з Сирії вивчають рухливість суглобів в медичній школі в Нордхаузені, 1986

Гоніометрія — спеціальне обстеження з метою визначення обсягу рухів у суглобах лікарем або фізичним реабілітологом у пацієнта. Рухи у суглобах є основним функціональним показником діяльності органів опори і руху. Завжди перевіряють обсяг активних рухів у суглобах, а при їх обмеженні — і пасивних. Обсяг рухів визначають за допомогою кутоміра, вісь якого встановлюють відповідно до осі суглоба, а бранші кутоміра — по осі сегментів, що утворюють суглоб.
Для визначення функціонального стану опорно-рухового апарату в суглобах вимірюють обсяг рухів активних (рухи в суглобі виконує сам хворий) і пасивних (рухи в суглобі хворого виконує дослідник).

## Інструменти для гоніометрії

Схематичне зображення гоніометра

Вимірювання обсягу рухів у суглобах проводять за допомогою інструментів різної складності. Найбільш часто у практиці застосовують універсальний кутомір або гоніометр. Гоніометр складається з транспортира зі шкалою до 180°, до якого прикріплено два плеча (бранши) довжиною по 30 — 40 см. Одна з бранш рухлива.
Для вимірів об'єму рухів бранші кутоміра встановлюються уздовж вісі сегментів, які утворюють суглоб і прямують за його рухами. Окрім цього вісь обертання кутоміра повинна співпадати із віссю рухів у суглобі. Величину кутів вимірюють від вихідного положення.
Для запобігання помилок та з метою спадкоємності, уніфікації і можливості об'єктивного порівняння результатів вимірювань слід використовувати однакові методики вимірювання.

## Означення направлення рухів
- Рухи в сагітальній площині: згинання та розгинання (флєксія та екстензія); для стопи та кисті — підошвене, тильне, долонне.[2]
- Рухи у фронтальній площині — відведення та приведення (абдукція та аддукція); для кисті — радіальне та ульнарне.[2]
- Рухи уздовж продольної вісі — зовнішня та внутрішня ротація.[2] У ліктьовому суглобі — пронаційно-супінаційні рухи передпліччя.[1]

## Метод SFTR (нейтральний 0°-прохідний метод)
Вимір рухів у суглобах кінцівок і хребта виконують за міжнародним методом SFTR (нейтральний — 0°, S — рухи в сагітальній площині, F — у фронтальній, T — рухи в трансверзальній площині, R — ротаційні рухи).
Вихідним рахують положення, при якому пацієнт знаходиться в положенні стоячи, дивиться прямо перед собою, руки вільно звисають уздовж тулуба, великі пальці кистей направлені вперед, паралельно розташовані стопи зімкнуті. Така ж установка може бути відтворена у лежачого хворого. Таке положення має також назву нейтрального або нульового.
Результати вимірювань по нейтральному 0°-прохідному методу реєструють у вигляді трьох чисел. В середині ставлять 0°, перед ним — показники, які характеризують розгинання, відведення, зовнішню ротацію, після нуля — характеристики протилежної функції, тобто згинання, приведення, внутрішню ротацію. Окремо реєструють результати вимірювання на правій та лівій стороні, що дозволяє встановити ступінь змін вимірювання амплітуди рухів у кожному суглобі в порівнянні з здоровим чи менш ураженим. Ці виміри записують у градусах, наприклад, у нормі амплітуда рухів для надп'ятково-гомілкового суглоба складає «S: 25°– 0°– 45°». В тих випадках, коли при русі нульове положення не досягається, 0° ставиться або попереду, або позаду цифрових показників.
При вимірюванні рухів у плечовому суглобі за вихідну величину беруть 0° при опущеній руці і зімкнутих браншах кутоміра. При вимірюванні рухів в ліктьовому, променево-зап'ястковому, кульшовому, колінному суглобах і пальців за вихідну величину береться положення розгинання — 180°, а в гомілковостопному суглобі, коли стопа під кутом 90° до гомілки.

## Вимірювання обсягів рухів

### Хребет
Вихідним положенням для виміру обсягів рухів у відділах хребта є нульове положення тулуба з рівномірним навантаженням обох ніг, направленим на горизонт поглядом та звисаючими вільно уздовж тулуба руками.
|                                                                                           | флєксія — екстензія | праворуч — ліворуч  |
| ----------------------------------------------------------------------------------------- | ------------------- | ------------------- |
| Нахил голови                                                                              | 35-45° / 0°/ 35-45° | 45° / 0° / 45°      |
| Обертання голови                                                                          | -                   | 60-80° / 0°/ 60-80° |
| Примітка: Для виміру рухів у шийному відділі хребта використовується спеціальний кутомір. |                     |                     |

|                 | ротаційні рухи | згинання                   |
| --------------- | -------------- | -------------------------- |
| Повороти тулуба | 40° / 0° / 40° | -                          |
| Нахил вперед    | -              | відстаннь підлога — пальці |

|               | бокові нахили  | згинання-розгинання        |
| ------------- | -------------- | -------------------------- |
| Нахили тулуба | 20° / 0° / 20° | 40° / 0° / 30°             |
| Нахил вперед  | -              | відстаннь підлога — пальці |

#### Виміри рухомості хребта за методом Schober.
В грудному відділі хребта відмічають остистий відросток C7 хребця. Другу точку розташовують на остистому відростку хребця, який розташований на 30 см у каудальному напрямку від першої точки. При нахилі вперед нормального хребта ця відстань збільшується на 8 см.
При дослідженні поперекового відділу хребта маркирують точки остистих відростків L1 та L5 хребців. Згинання тулуба вперед в нормі ця відстань збільшується на 4 — 6 см. Отримані дані записують: рухомість в грудному відділі хребта-30cм/36 см, рухомість у поперековому відділі — 10см/15 см.
| Відстань                                                                | Рух                                                 | Норма   | Обмеження рухів | Обмеження рухів | Обмеження рухів |
| Відстань                                                                | Рух                                                 | Норма   | незначне        | помірне         | значне          |
| ----------------------------------------------------------------------- | --------------------------------------------------- | ------- | --------------- | --------------- | --------------- |
| Від бугорка потиличної кістки до остистого відростка VII шийного хребця | Нахил голови вперед                                 | 3-4 см  | 2,5 см          | 2 см            | <2 см           |
| Від бугорка потиличної кістки до остистого відростка VII шийного хребця | Відкидання голови назад                             | 8-10 см | 6-7 см          | 4-5 см          | 3 та менше см   |
|                                                                         | Повороти в шийному відділі хребта                   | 85°     | 70-75°          | 60-65°          | 30-50°          |
| Від остистого відростка VII шийного хребця до I крижового хребця        | Згинання вперед                                     | 6-7 см  | 4-5 см          | 2-3 см          | <2 см           |
| Від остистого відростка VII шийного хребця до I крижового хребця        | Прогинання назад                                    | 5-6 см  | 3-4 см          | 2-2,5 см        | <2 см           |
| Від остистого відростка VII шийного хребця до I крижового хребця        | Повороти в поперековому та грудному відділах хребта | 25-30°  | 19-24°          | 15-18°          | 10-14°          |

### Верхня кінцівка
| Відведення — приведення                                                                                       | Розгинання — згинання (екстензія — флексія)                                                                  | Зовнішня — внутрішня ротація плеча при зігнутому лікті | Відведення — приведення |
| --- | --- | ------------------------------------------------------ | ----------------------- |
| 180° / 0° / 20-40° (відведення більше 90° здійснюється при приєднанні зовнішньої ротації та ковзання лопатки) | 40° / 0° / 150—170° (кінцеве згинання здійснюється з приєднанням обертального руху руки та ковзання лопатки) | 40-60° / 0° / 95°                                      | 90° / 0° /45°           |

Для вимірювання амплітуди рухів у плечовому суглобі (згинання, розгинання, відведення) використовують такі анатомічні орієнтири: найвища точка клубової кістки та виросток плеча.
| Розгинання — згинання (екстензія — флєксія) | Пронація — супінація |
| ------------------------------------------- | -------------------- |
| 10° / 0° / 150°                             | 90° / 0° / 90°       |

Для вимірювання амплітуди рухів у ліктьовому суглобі (згинання, розгинання) використовують такі анатомічні орієнтири: акроміон та шилоподібний відросток променевої кістки.
| Екстензія — флєксія                | Радіальне — ульнарне відведення     | Захвати кисті                                                           |
| ---------------------------------- | ----------------------------------- | ----------------------------------------------------------------------- |
| 70° / 0° / 80° 60-90° / 0° /60-80° | 20° / 0° / 30° 25-30° / 0° / 30-40° | плоскосний щипковий циліндричний шаровидний міжпальцевий крючкоподібний |

|                                        | Розгинання — згинання | Відведення та приведення |
| -------------------------------------- | --------------------- | ------------------------ |
| П'ястковофалангові суглоби ІІ-V пальця | 0° / 90°              | -                        |
| Міжфалангові суглоби ІІ-V пальця       | 0° / 80–90°           | -                        |
| П'ястковофалангові суглоби І пальця    | 0° / 80°              | -                        |
| Міжфалангові суглоби І пальця          | 0° / 50°              | -                        |
| І палець у площині долоні              | -                     | 0° / 70°                 |
| І палець поперечно площині долоні      | -                     | 0° / 70°                 |

### Нижня кінцівка
Визначення рухів виконують в горизонтальному положенні.
| Розгинання — згинання | Відведення — приведення | Зовнішня ротація — внутрішня ротація |
| --------------------- | ----------------------- | ------------------------------------ |
| 10° / 0° / 130°       | 50° / 0° / 40°          | 50° / 0° / 50°                       |

Для вимірювання амплітуди рухів у кульшовому суглобі (згинання, розгинання) використовують такі анатомічні орієнтири: середина підпахвової западини та латеральний відросток стегнової кістки.
| Розгинання — згинання (екстензія — флєксія) | Ротаційні рухи | Бічні рухи                                                                                     | Зміщення гомілки по відношенню до стегна                                                                                  |
| ------------------------------------------- | --- | ---------------------------------------------------------------------------------------------- | --- |
| 5° / 0° / 140°                              | при згинанні коліна під кутом 45° — обертання гомілки можливе в межах 40 °, при згинанні коліна до 75 ° обсяг обертання гомілки досягає 60 ° і стають можливими незначні бічні рухи | розігнуте коліно — неможливі; при згинанні коліна до 75 ° стають можливими незначні бічні рухи | у передньо — задньому напрямку при цілості хрестоподібних зв'язок відсутнє як при розігнутому, так і при зігнутому коліні |

| Екстензія (тильне згинання) — флексія (подошвове згинання) | Пронація — супінація |
| ---------------------------------------------------------- | --- |
| 20-30° / 0° / 40-50°                                       | 60° / 0° / 30° Приведення стопи, як правило, поєднується з супінацією (поворотом стопи всередину), відведення супроводжується пронаційним рухом (обертання стопи назовні) |

| Аддукція і супінація | Абдукція і пронація  |
| -------------------- | -------------------- |
| 0° / 45° та 0° / 35° | 0° / 30° та 0° / 15° |

### Оцінка обсягів рухів в суглобах кінцівок при проведенні Військово-лікарської комісії (ВЛК) в Україні
| Суглоб                     | Рух                          | Норма | Обмеження рухів | Обмеження рухів | Обмеження рухів |
| Суглоб                     | Рух                          | Норма | незначне        | помірне         | значне          |
| -------------------------- | ---------------------------- | ----- | --------------- | --------------- | --------------- |
| Плечовий з плечовим поясом | Згинання                     | 180   | 115             | 100             | 80              |
| Плечовий з плечовим поясом | Розгинання                   | 40    | 30              | 20              | 15              |
| Плечовий з плечовим поясом | Відведення                   | 180   | 115             | 100             | 80              |
| Ліктьовий                  | Згинання                     | 40    | 80              | 90              | 100             |
| Ліктьовий                  | Розгинання                   | 180   | 150             | 140             | 120             |
| Ліктьовий                  | Пронація                     | 180   | 135             | 90              | 60              |
| Ліктьовий                  | Супінація                    | 180   | 135             | 90              | 60              |
| Променево-зап'ястний       | Згинання                     | 75    | 35              | 20-25           | 15              |
| Променево-зап'ястний       | Розгинання                   | 65    | 30              | 20-25           | 15              |
| Променево-зап'ястний       | Відведення:                  |       |                 |                 |                 |
| Променево-зап'ястний       | радіальне                    | 20    | 10              | 5               | 2-3             |
| Променево-зап'ястний       | ульнарне                     | 40    | 25              | 15              | 10              |
| Кульшовий                  | Згинання                     | 75    | 100             | 110             | 120             |
| Кульшовий                  | Розгинання                   | 180   | 170             | 160             | 150             |
| Кульшовий                  | Відведення                   | 50    | 25              | 20              | 15              |
| Колінний                   | Згинання                     | 40    | 60              | 90              | 110             |
| Колінний                   | Розгинання                   | 180   | 175             | 170             | 160             |
| Гомілковостопний           | Підошовне згинання           | 130   | 120             | 110             | 100             |
| Гомілковостопний           | Тильне згинання (розгинання) | 70    | 75              | 80              | 85              |

## Порушення рухів у суглобі
Залежно від ступеня обмеження і характеру змін, що порушують нормальну рухливість суглобів, розрізняють наступні стани:
- Анкілоз суглоба — повна нерухомість в ураженому суглобі;
- Ригідність суглоба — збереження рухів у суглобі не більше 5 °;
- Контрактура суглоба — обмеження рухливості в суглобі;
- Надмірна рухливість в суглобі (гіпермобільність), тобто розширення меж фізіологічно можливих рухів;
- Патологічна рухливість — рухливість в атипових площинах, не відповідних формі суглобових поверхонь цього суглоба.